# Jan Rzędowski
Jan Rzędowski (ur. 27 maja 1923, zm. 24 stycznia 2020) – polski geodeta-kartograf, magister inżynier, dyrektor Państwowego Przedsiębiorstwa Wydawnictw Kartograficznych w latach 1952–1983, redaktor naczelny "Polskiego Przeglądu Kartograficznego" w latach 1982–1984.

## Życiorys
Ukończył studia na Wydziale Geodezji Politechniki Warszawskiej. W latach 1947–1951 pracował w Głównym Urzędzie Pomiarów Kraju, jednocześnie piastując funkcję asystenta na Politechnice Warszawskiej. Po powołaniu Państwowego Przedsiębiorstwa Wydawnictw Kartograficznych został jego dyrektorem, pełniąc tę funkcję w latach 1952–1983. W okresie, gdy był dyrektorem PPWK, między innymi reaktywowano w 1968 roku "Polski Przegląd Kartograficzny", w ramach którego pełnił szereg odpowiedzialnych funkcji, w tym zastępcy przewodniczącego Komitetu Redakcyjnego oraz redaktora naczelnego.
W latach 1972–1984 był członkiem Komisji Kartograficznej Polskiego Towarzystwa Geograficznego, zaś od 2001 był członkiem Stowarzyszenia Kartografów Polskich.
Mieszkał na Starym Żoliborzu w Warszawie, przy ul. Kazimierza Promyka. 
Zmarł 24 stycznia 2020 roku. Został pochowany na cmentarzu ewangelicko-augsburskim w Warszawie (aleja 26, grób 9a).